# نشيد أفغانستان الوطني
نشيد جمهورية أفغانستان الإسلامية تم إقراره سنة 2006 بديلًا عن نشيد دولة أفغانستان الإسلامية (حكومة المجاهدين) تم إقرار قواعد لوضعها كأن تكون بالبشتو وكذلك ان يمجد فيه أفغانستان وان يكون شاملا لجميع الشعوب التي تعيش في أفغانستان و دالاً على وحدتها وان يذكر (الله أكبر) فيها.
ألفه عبد الباري جهاني و لحنه بابراك واسا وأدتها الأوركسترا الوطنية في حفل ضخم في قصر سلام خانه وعرضت لأول مرة على الشعب بعد يوم حيث كان هناك عرض عسكري بمناسبة عيد النصر على الاتحاد السوفيتي.

## وصلات خارجية
National Anthem of Afghanistan

الأفغان يسعون إلى التآلف مع النشيد الوطني الجديد